# Mescaleroapacher

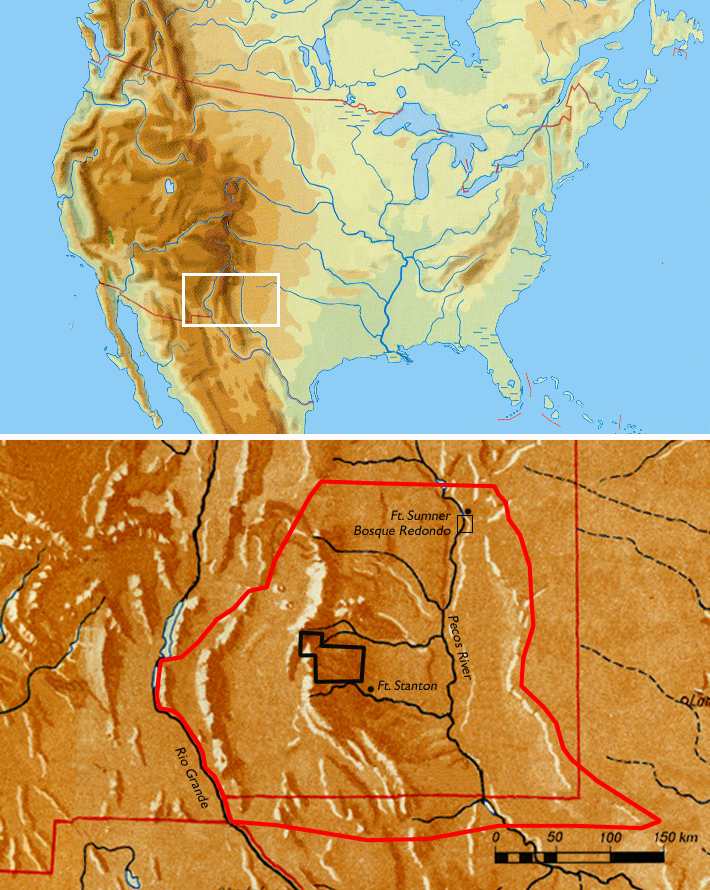
Traditionellt bosättningsområde för Mescaleroapacherna med röda gränser.

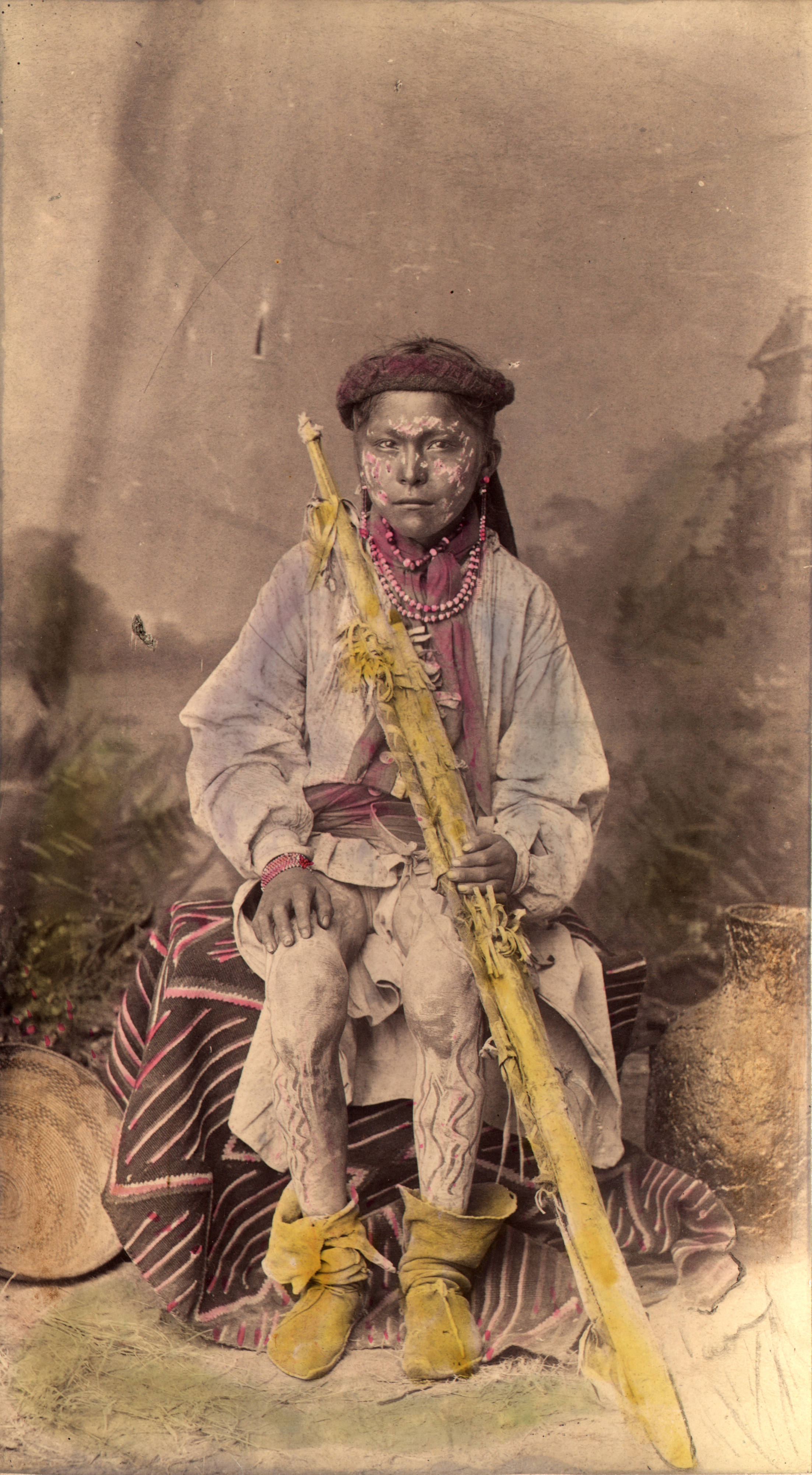
Mescaleropojke på 1880-talet.

Mescaleroapacher är en nordamerikansk urbefolkning som talar ett sydathabaskiskt språk och tillhör den apachiska kulturgruppen. Deras traditionella bosättningsområde var i södra New Mexico. Idag tillhör många indiannationen Mescalero Apache Tribe of the Mescalero Apache Reservation.

## Demografi
Före 1850 kan Mescaleros ha haft en samlad befolkning på cirka 2 500 till 3 000 personer. På 1890-talet fanns det bara ca 450 Mescaleros kvar.
Vid folkräkningen 2000 rapporterade 7 027 människor att de räknade de sig som helt eller delvis Mescalero.

## Traditionella förhållanden
Mescaleros bosättningsområde kännetecknas av en serie bergskedjor, med toppar som når 4 000 meter över havet, åtskilda av dalar och platåer. I bergen är vintrarna hårda och odlingssäsongen kort, medan platåerna är heta och torra på somrarna. Området hade därför inget eller mycket lite jordbruk och en låg befolkningstäthet. Mescaleros gemenskap var baserat på språk, tro och kultur. Någon överordnad politisk organisation fanns inte. Det fanns inga hövdingar eller ledare som kunde tala för alla Mescaleros. Man skiljde mellan bergens och slättens folk, men det var snarare en geografisk än en organisatorisk beskrivning. Den lokala gruppen var den högsta organisationsformen..